# Борні руди
Борні руди — природні мінеральні утворення, що містять бор в таких сполуках і концентраціях, при яких їх промислове використання технічно можливе і економічно доцільне.

## Загальний опис
Як борні руди використовуються природні борати і боросилікати. Найпоширеніші борати натрію, кальцію і магнію. Попутні корисні компоненти борних руд — залізо, олово, сульфіди кольорових металів. Родовища генетично розділяють на ендогенні та екзогенні.
Ендогенні мають переважно контактово-метасоматичний генезис і утворюються боратами в формації магнезіальних скарнів або боросилікатами в формації вапнякових скарнів. Екзогенні родовища поділяють на вулканогенно-осадові, в яких переважають борати кальцію, і галогенно-осадові з боратами магнію. Самостійний тип екзогенних родовищ — мінералізовані води гарячих джерел, озера ропи.
Борні руди розробляють головним чином підземним способом. Найбільші родовища борних руд відомі в Росії, Китаї, Кореї, США (зокрема унікальне родовище Борон), Аргентині, Перу, Чилі, Туреччині.

## В Україні
В Україні ідентифіковано близько 60 родовищ і рудопроявів бору, з яких розвідано лише два — Булганацьке і Тарханкутське, розташовані в Індоло-Кубанському прогині на Керченському півострові.
Запаси В2О Булганацького родовища оцінені за категоріями В+С1 і складають 53,7 тис. т, Тарханкутського — за категорією В і складають 8,7 тис. т.
Ці запаси бору віднесені до забалансових.
Бор також присутній у маточних розсолах Сиваського родовища АР Крим, в яких вміст В2О не перевищує 50 мг/л. Прогнозні ресурси підраховано по окремих водоймищах за кат. Р1.